# Jody Wilson-Raybould
Pour les articles homonymes, voir Wilson et Raybould.
Jody Wilson-Raybould, née le 23 mars 1971 à Vancouver, est une femme politique canadienne. Ancienne membre du Parti libéral devenue députée indépendante, elle fut la ministre de la Justice du Canada du 4 novembre 2015 au 14 janvier 2019 et ministre des Anciens combattants jusqu'au 12 février 2019. Elle démissionne de son poste dans la foulée de l'affaire SNC-Lavalin. 

## Biographie
Jody Wilson-Raybould est élue à la Chambre des communes du Canada lors des élections fédérales de 2015 pour Vancouver Granville. Le 4 novembre 2015, elle est nommée ministre de la Justice, par le nouveau premier ministre du Canada, Justin Trudeau.
Nommée ministre des Anciens combattants le 14 janvier 2019, elle démissionne de ses fonctions moins d'un mois plus tard, accusant Trudeau et des membres de son entourage d'exercer des pressions contre elle pour la forcer à intervenir en faveur du groupe de BTP SNC-Lavalin, compromis dans des scandales de corruption. Elle évoque notamment des « menaces voilées » pour qu’elle intervienne auprès du bureau des procureurs. Le 2 avril 2019, elle et Jane Philpott sont exclues du caucus libéral au Parlement. Jody Wilson-Raybould annonce par la suite qu'elle se représentera en tant qu'indépendante lors des élections fédérales de 2019.
Le 21 octobre 2019, elle est réélue comme indépendante dans Vancouver Granville.
Elle doit publier ses « mémoires politiques » à l'automne 2021, un ouvrage intitulé « Indienne » au cabinet : dire la vérité à ceux qui sont au pouvoir et publié par HarperCollins Canada.

### Vie privée
Jody Wilson-Raybould est mariée à Tim Raybould.